# Цапівка
Ца́півка — село в Золочівській громаді Богодухівського району Харківської області України. Населення становить 587 осіб.

## Географія
Село Цапівка розташоване на річці Рогозянка, поблизу її витоків, нижче за течією примикає до села Велика Рогозянка. Село витягнуто вздовж річки на 8 км. На відстані 8 км розташований смт Золочів. На північ від села розташований Рогозянський гідрологічний заказник.

## Історія
Дата заснування - 1700 рік
За даними на 1864 рік у власницькому селі Харківського повіту мешкало 590 осіб (270 чоловічої статі та 320 — жіночої), налічувалось 92 дворових господарства.
Село постраждало внаслідок геноциду українського народу, вчиненого урядом СССР у 1932—1933 роках, кількість встановлених жертв у Березівці та Цапівці — 71 людина.
12 червня 2020 року, розпорядженням Кабінету Міністрів України № 725-р «Про визначення адміністративних центрів та затвердження територій територіальних громад Харківської області», увійшло до складу Золочівської селищної громади.
19 липня 2020 року, в результаті адміністративно-територіальної реформи та ліквідації Золочівського району, село увійшло до складу Богодухівського району.

## Населення

### Мова
Розподіл населення за рідною мовою за даними перепису 2001 року:
| Мова       | Відсоток |
| ---------- | -------- |
| українська | 96,08%   |
| російська  | 3,58%    |
| білоруська | 0,36%    |

## Також
- Перелік населених пунктів, що постраждали від Голодомору 1932—1933 (Харківська область)